# 中国の特色ある社会主義
中国の特色ある社会主義（ちゅうごくのとくしょくあるしゃかいしゅぎ、中国語: 中国特色社会主义）とは、修正主義的な共産主義であり、孫文の提唱した中華民族の概念を前提とし、中国大陸の文化や現状に合わせた漸進主義的な計画経済を行う方針である。毛沢東の共産主義、農本主義化政策が事実上失敗した事への反省として、鄧小平が提示した。政治面では中国共産党の一党独裁に維持し、経済面を中国政府が定めている規制の中に集権的な市場経済を実行しているものである。

## 歴史

### 概要
1980年代、中国共産党が東欧諸国と同様に崩壊してしまうことを恐れ、本来のソ連型社会主義の一部を改良して、本来の親ソ連側の叙述も中国独自の叙述に転換し、「中国の特色ある社会主義」という新しい建前の下、社会主義市場経済を正当化する一連の流れの中で打ち出されたものであった。
中国経済の崩壊を防止するため、中国の特色ある社会主義の「特色」は「極端的な柔軟性」を指し、つまり「一党独裁を維持すること以外、守るべき原則は殆ど存在しておらず、経済に対して有益な方針ならば何でも直ぐ採用できる」のことである。
中国共産党も毎年この指導方針の細部を調整し、大きな変化だとしても異論を抑え、ニュース・新聞・ネット・ラジオなどのメディアでこの制度の良さを宣伝しつつ、すでに定めた計画が間違っても強引に実行する。

### 社会主義の第一段階
中国の特色ある社会主義はマルクス主義を基本にした中国共産党の公式思想である。この思想は中国が社会主義の第一段階である故に公的部門により支配される社会主義市場経済の創設を支援している。
中国政府はマルクス主義は禁じていないが新たな経済体制に適応するため、マルクス主義理論の用語や概念の多くを発展させて、その立場を維持している。中国共産党は社会主義はこの経済政策と両立できると主張している。現在の中国共産党の考え方では、中国は開発国に発展できる中国政府の柔軟な経済政策を説明する視点である社会主義の第1段階である。

### 毛沢東の時代
社会主義の第一段階の考え方は中国が経済改革を行う前に構想された。1958年11月10日の第一回鄭州会議で産物関連の必要性について話し合った際、中国共産党中央委員会主席の毛沢東は「中国は社会主義の初期段階にあった」と述べた 。毛は決してその考えに関して細かく練る事はせず、その任務は毛の後継者に任されたのであった。

### 毛沢東の死後
1978年5月5日、「労働に応じた分配という社会主義原則を実施する」（贯彻执行按劳分配的社会主义原则）という論文は、中国はまだ純粋な共産主義に到達する最初の段階にあり、真の社会主義社会にはなっていないと詳しく述べた。
この論文は、経済学者の于冠元を中心とする国務院の政務研究所のメンバーが、共産主義左派の信念を「批判・否認」するために、鄧小平の命令で書かれたと言われている。これを読んだ鄧小平自身は、「よく書かれており、労働による分配の本質は資本主義ではなく、社会主義であり(略)この理念を実現するには多くのことがなされなければならず、多くの制度を復活させるべきである」という短い文書を作成した。

### 胡耀邦の時代
1981年6月27日の第11期中央委員会第6回全体会議では「建国以来の党の若干の歴史問題についての決議」という文書で再び登場した。 中国共産党総書記の胡耀邦は1982年9月1日の第12回全国代表大会への報告でこの用語を使用した。
この用語が導入されつつあった経済改革を擁護するために使われたのは、第12期中央委員会第6回全体会議の「社会主義の精神文明の建設における指導原則に関する決議」までであった。

### 趙紫陽の時代
第13回全国代表大会において、第12期中央委員会を代表して趙紫陽総書記代行が「中国の特色ある社会主義の道を進む」という報告を行った。 彼は、中国は社会主義社会であるが、中国の社会主義は初級段階にあり、中国の生産力が未発達であることに起因する中国の特殊性を記していた。この発展段階において、趙は公有制に基づく計画の商品経済の導入を推奨していた。
趙によれば、共産主義右派の主な失敗は、中国が資本主義を回避することによって社会主義に到達できることを認めなかったことであった。共産主義左派の主な失敗は、中国が生産力を近代化する社会主義の第一段階を迂回することができるという「ユートピア的な立場」を持っていたことである。
1987年10月5日、この概念の主要な著者である于光遠は、「社会主義の初期段階の経済」と題する論文を発表し、「この歴史的段階は20年間、あるいはもっと長く続くだろう」と推測した。イアン・ウィルソンによれば、これは「70年代初頭、8等級だった賃金体系が3等級に圧縮され、より均等な分配システムが国家の重要な目標であり、高まった期待を著しく裏切るもの」であるという。
10月25日、趙はさらに社会主義の第一段階の概念について説明し、党の路線は「1つの中心、2つの大筋(一中二貫)」に従うこと、つまり中国国家の中心は経済発展であるが、それは中央集権的政治統制（すなわち四枢軸）と改革開放の政策の堅持によって同時に行われるべきであると発言した。

### 江沢民の時代
CPC書記長の江沢民は10年後にこの概念についてさらに詳しく述べた。
最初は1997年5月29日の中央党学校へのスピーチの間に、そして再び1997年9月12日の第15回CPC全国大会への彼の報告の中で、江沢民によると、第11回中央委員会の第3プレナムは、中国と社会主義が直面している問題について科学的に正しいプログラムを正しく分析し、策定した。江の言葉によれば、社会主義の第一段階は「未発達の段階」であった。
社会主義の基本的な任務は生産力を開発することであり、したがって、第一段階における主な目的は、国家の生産力のさらなる開発であるべきである。社会主義の第一段階における中国社会の主な矛盾は、「人々の増大する物質的および文化的ニーズと生産の後退」である。この矛盾は、中国が社会主義の第一段階のプロセスを完了するまで続き、そのため、経済発展はこの段階の間、CPCの主な焦点であり続けるはずである。
江沢民は、社会主義の第一段階を発展させるための3つのポイントを挙げていた。
1. 中国の特色ある社会主義経済を発展させるというのは、市場経済を発展させながら生産力を解放し近代化することによって経済を発展させるということである。
2. 中国の特色ある社会主義政治を建設するというのは「法律に基づいて国事を管理し」、党の下で社会主義民主化を進め、「国民を国の主人とする」ことである 。
3. 中国の特色ある社会主義文化を実現するということは、マルクス主義を指針にして、「高い理想、道徳的誠実さ、良い教育、強い規律意識を持たせ、近代化・世界・未来のニーズに合った国民科学、人民の社会主義文化を発展させる」ことを意味する。

趙は、社会主義の第一段階がいつまで続くのかという質問に対して、「社会主義の近代化が主な成果を上げるまでには、少なくとも100年に懸かるだろう」と答えた。
中国の国家憲法では「中国は今後長期にわたって社会主義の第一段階にある」としている。趙と同様に江も、より進んだ段階に達するには少なくとも100年かかると信じていた。

## 批判
作家で研究者の黄雅生によると、中国の経済理論は、中国の特徴を備えた社会主義ではなく、中国の特徴を備えた資本主義だという。